# Ванатори (Арад)
Ванатори (рум. Vânători) насеље је у Румунији у округу Арад у општини Мишка. Oпштина се налази на надморској висини од 96 m.

## Становништво
Према подацима из 2002. године у насељу је живело 1258 становника.

### Попис2002.
| Расподела становништва по националности 2002.‍ | Расподела становништва по националности 2002.‍ | Расподела становништва по националности 2002.‍ | Расподела становништва по националности 2002.‍ | Расподела становништва по националности 2002.‍ |
| --------------------------------------------- | --------------------------------------------- | --------------------------------------------- | --------------------------------------------- | --------------------------------------------- |
|                                               |                                               |                                               |                                               |                                               |
| Румуни                                        | Румуни                                        |                                               | 280                                           | 22,3%                                         |
| Мађари                                        | Мађари                                        |                                               | 429                                           | 34,1%                                         |
| Роми                                          | Роми                                          |                                               | 539                                           | 42,9%                                         |
| Немци                                         | Немци                                         |                                               | 9                                             | 0,7%                                          |